# Gert Meuser
Gerhard „Gert“ Meuser, auch „Gerd“, (* 26. März 1936; † 17. September 2020) war ein deutscher Fußballschiedsrichter. Sein Debüt in der Bundesliga gab er am 18. April 1970 im Heimspiel des 1. FC Köln gegen Eintracht Frankfurt. Bis Mai 1980 leitete er insgesamt 73 Spiele der höchsten deutschen Spielklasse. Bekanntheit erlangte vor allem das von ihm geleitete Bundesliga-Spiel am 3. April 1971 zwischen Borussia Mönchengladbach und Werder Bremen, in dem der Pfostenbruch vom Bökelberg in die Geschichte einging.
Meuser starb am 17. September 2020 nach langer Krankheit.